# Collinsville (Missisipi)
Collinsville – jednostka osadnicza w Stanach Zjednoczonych, w stanie Missisipi, w hrabstwie Lauderdale.